# Wolfgang Bartels (Politiker, 1890)
Wolfgang Bartels (* 11. Juli 1890 in Hayn (Harz); † 24. Oktober 1971 in München) war ein sozialistischer Politiker und Journalist.

## Leben
Bartels, Sohn eines Revierförsters, besuchte das Leibniz-Gymnasium in Hannover und anschließend die Journalistenhochschule Berlin, in den Folgejahren arbeitete er u. a. für die Frankfurter Zeitung und war Mitglied der linksliberalen Demokratischen Vereinigung. Seit 1913 Soldat, wurde er nach Beginn des Ersten Weltkrieges zunächst bei der Infanterie, nach einer Verwundung 1918 bei der Luftwaffe eingesetzt. Im gleichen Jahr trat er auch der SPD bei.
Während der Novemberrevolution 1918 Vorsitzender des Soldatenrates in Doblen/Kurland schloss er sich nach der Rückkehr nach Deutschland 1919 der USPD und arbeitete als Redakteur bei den Parteiorganen Hamburger Volkszeitung, Leipziger Volkszeitung und Sozialistische Republik (Köln). Ende 1920 gehörte Bartels zum linken Mehrheitsflügel, welcher sich Ende 1920 mit der KPD zur VKPD zusammenschloss.
In den folgenden Jahren wurde Bartels mehrfach kurz inhaftiert (u. a. von den belgischen Behörden im Rheinland, den französischen Stellen im Saarland und wegen einer Beleidigung Gustav Noskes). Er gehörte zum „linken“ Flügel der KPD um Ruth Fischer und Arkadi Maslow, welcher 1924 die Parteiführung übernahm. Bartels wurde Chefredakteur der Hamburger Volkszeitung und im Mai 1924 in den Reichstag gewählt, nach dem Verlust dieses Mandates bei den Neuwahlen im Dezember des gleichen Jahres wurde er Abgeordneter des Preußischen Landtages, welchem er bis 1928, zeitweise als Mitglied des KPD-Fraktionsvorstandes angehörte. Als Gegner der 1925 eingesetzten neuen Parteiführung um Ernst Thälmann wurde er im März 1927 aus der Partei ausgeschlossen und schloss sich dem 1928 gegründeten Leninbund an. Bis zu seinem Übertritt zur SPD Anfang 1929 redigierte er die Leninbund-Organe Fahne des Kommunismus und Volkswille.
Wenig später wurde er Chefredakteur der sozialdemokratischen Tageszeitung Volksfreund in Braunschweig, dort gehörte er auch der SPD-Bezirksleitung an. Nach der Machtübernahme der NSDAP war Bartels von Mai 1933 bis März 1934 in Braunschweig inhaftiert, nach einer erneuten Verhaftung wurde er von August bis November 1935 im KZ Dachau gefangen gehalten. Von nun an unter Polizeiaufsicht lebend wurde er gemeinsam mit seinem Parteifreund Otto Grotewohl 1938 erneut verhaftet, das Verfahren wurde jedoch eingestellt. Nach einer weiteren Inhaftierung 1944 im Rahmen der Aktion Gitter wurde er in den letzten Kriegsmonaten zum Wehrdienst verpflichtet.
Nach 1945 wieder SPD-Mitglied, wurde er zunächst bis 1955 Lizenzträger und Redakteur der Hessischen Nachrichten in Kassel. Von 1956 bis 1967 gab er die Zeitschrift Das Gewissen – unabhängiges Organ zur Bekämpfung des Atom-Missbrauchs und der Atom-Gefahren heraus.